# Tempo tridimensional
O tempo tridimensional, ou tempo-3D, é a teoria onde o tempo possui múltiplas dimensões independentes igual o espaço, onde o tempo teria três eixos de movimento semelhante aos três eixos espaciais (x, y e, z). Assim combinados existiriam seis dimensões de espaço-tempo.
Enquanto a física tradicional entende o tempo como uma progressão linear (passado-presente-futuro), o tempo tridimensional sugere outras direções possíveis para o fluxo temporal. A teoria da relatividade do físico Albert Einstein mostra que o espaço-tempo tem quatro dimensões: três espaciais (comprimento, largura e altura) e uma temporal, mas um experimento usando um processador quântico criou duas dimensões simultâneas do tempo.
A pesquisa no Instituto Geofísico da Universidade de Alaska Fairbanks (UAF) feito pelo professor Gunther Kletetschka propõe que, o tempo é a única propriedade fundamental na qual todos os fenômenos físicos ocorrem e que o tempo possui três dimensões, não apenas uma que é vivenciada como a progressão contínua (passado-presente-futuro) e, o espaço seria uma manifestação secundária do tempo. "Essas três dimensões temporais são a estrutura primária de tudo, como a tela de uma pintura. O espaço ainda existe com suas três dimensões, mas é mais como a tinta na tela do que a tela em si."
Kletetschka também propõe que mesmo em múltiplas dimensões temporais ainda funciona o sistema causa-efeito, que as seis dimensões espaço-tempo pode ajudar a resolver um grande desafio da física: unificar a mecânica quântica e a gravidade em uma única teoria, uma explicação unificadora do universo (semelhante a teoria de tudo). "O caminho para a unificação pode exigir uma reconsideração fundamental da natureza da própria realidade física."
Por exemplo, uma pessoa caminhando em linha reta, avança vivenciando o tempo normalmente. Agora pense em um caminho perpendicular que cruza o caminho reto anterior e, se a pessoa pudesse percorrer esse caminho lateral permanecendo no mesmo momento de tempo (sem retroceder e sem avançar no tempo), possivelmente a pessoa vivenciaria outras versões do mesmo dia sem o movimento do tempo (semelhante a teoria dos multiversos).
A teoria Kletetschka também reproduz as massas de partículas elementares (elétrons, múons e, quarks), explicando como as partículas têm essas massas.